# Typhlops bibronii
Typhlops bibronii este o specie de șerpi din genul Typhlops, familia Typhlopidae, descrisă de Smith 1846. Conform Catalogue of Life specia Typhlops bibronii nu are subspecii cunoscute.